# Amphinemura tamdao
Amphinemura tamdao is een steenvlieg uit de familie beeksteenvliegen (Nemouridae). De wetenschappelijke naam van de soort is voor het eerst geldig gepubliceerd in 2010 door Stark & Sivec.